# Pseudolucia chilensis
Pseudolucia chilensis är en fjärilsart som beskrevs av Blanchard 1852. Pseudolucia chilensis ingår i släktet Pseudolucia och familjen juvelvingar. Inga underarter finns listade.